# Климент (патриарх Константинопольский)
Патриарх Климент (греч. Πατριάρχης Κλήμης) — патриарх Константинопольский в течение 42 дней в 1667 году.
О жизни Климента неизвестно практически ничего: неизвестны его фамилия, происхождение, даты его рождения и кончины. Он был митрополитом Иконийским, когда 9 сентября 1667 года был избран патриархом Константинопольским. Вскоре после этого Священный синод Константинопольской православной церкви заявил, что Климент — грубый и необразованный человек, и добился, чтобы султан Османской империи Мехмед IV 21 октября того же 1667 года отправил его в отставку.
Действительные мотивы этого решения неизвестны, неясно также, как необразованный человек мог быть митрополитом. Однако, аналогичная риторика за 20 лет до этого использовалась Синодом в отношении патриарха Гавриила II, который в итоге был причислен к лику святых.
Неизвестно, является ли этот Климент тем же человеком, который, начиная с неизвестного времени (после 1634 года) и, как минимум до 1653 (вероятней всего, до 1655) года возглавлял Прусскую митрополию, однако, этого нельзя исключать полностью, если учесть, что другие патриархи того периода — Гавриил II, Парфений IV, Дионисий III также поочерёдно пребывали прусскими митрополитами.